# 日影茶屋
日影茶屋（ひかげちゃや）は、神奈川県三浦郡葉山町堀内にあるレストラン。創業は江戸時代中期の1661年（寛文元年）。創業当初は「日蔭茶屋」（または「日陰茶屋」）を屋号とし、峠の茶屋として親しまれていた。1951年（昭和26年）8月に有限会社日影茶屋を設立し、現在は株式会社。日本料理、フランス料理、和菓子、洋菓子を主要な商品とし、葉山の他に多数の支店を開設している。本店の建造物の一部は国の登録有形文化財に登録されている。

## 歴史
江戸時代中期、江戸の日本橋小舟町に居住していた角田家が葉山に移る。角田家は葉山が交通の要衝（鎌倉と三浦半島を結ぶ街道に沿い、江戸と往来のあった鐙摺港が至近）である点に着目して、閑静な葉山の地で旅行者向けの茶店を創業した。
1894年（明治27年）の葉山御用邸完成を機に、軍人や財界人が別邸を葉山に建て、都市部での知名度をあげた。この時期の旅行ガイドには、別荘を持たない都市住民にとって旅行での宿泊に好適な宿として紹介された。小説にも登場し、川上眉山の「ふところ日記」（1898年）の一節には「日蔭の茶屋といへる名の優しさに其處に宿からん事を思ひ…」と記された。
大正期、昭和期にも葉山の人気は衰えず、別荘の数と賑わいを増した。日影茶屋にも隣接して北里柴三郎別邸（後に豊年オーナーの杉山金太郎別邸）、その隣には味の素創業家の鈴木三郎助別邸、松尾臣善別邸が立ち並び、著名人が頻繁に訪れるようになる。この時期の1916年（大正5年）には、大杉栄と伊藤野枝の交際（両者とも家庭を持つ身での不倫であった）に嫉妬した神近市子が大杉に切りつけて傷を負わせた日蔭茶屋事件の現場となった。
昭和時代初期になると、8代目の清作が料理人の腕を買われ東伏見宮別邸に招かれては依仁親王妃周子向けの料理を調製したという。
太平洋戦争に向けて横須賀をはじめとした三浦半島に海軍施設が設けられるようになると、軍の高級参謀による秘密会議が行われる場所にもなったとされる。
戦後は近隣に駐留する米軍関係者が多く来店した時期を経て、高度経済成長期以後は自家用車の普及で葉山が日帰り行楽地に変貌したことから、「昭和も終わりに近づいたころ」に旅館を休業した。

## 登録有形文化財
1923年（大正12年）に建てられ、1934年（昭和9年）に改修された母屋（本店客室棟。※1965年（昭和40年）頃にも改修）は現存しており、2011年（平成23年）1月26日に「日影茶屋本店客室棟」の名称で国の登録有形文化財に登録された。また、母屋に先立つ1921年（大正10年）頃に建築された石蔵も現存し、「日影茶屋本店石蔵」の名称で、母屋と同日付けで国の登録有形文化財に登録された。

## 角田家
現在の社長は角田晋之助で11代目。角田一族はスズキヤ初代社長の鈴木雄二の次男、角田雄二を養子に迎えている。角田雄二は1967年より日影茶屋社長を務め、その後弟の鈴木陸三が社長を務めるサザビーとスターバックスの合弁でスターバックスコーヒージャパンを創業。兄は逗子市議会議長を務めた鈴木安之。妹に全国スーパーマーケット協会副会長を務めた中村洋子。 サザビーリーグ代表取締役社長の角田良太は次男。